# دانشمند الغازي
دانِشمَند الغازي (بالتركية: Danişmend Gazi)‏ أو دانشمند تايلو أو دانشمند أحمد غازي أو الملك المُعظَّم دانشمند أحمد غازي (تايلو) بن علي التركماني (بالتركية: Melik-i Muazzam Dânişmend Ahmed Gāzî (Taylû) b. Ali et-Türkmânî)‏، (ولد عام 1085م) وكان عالماً ومحارباً وقائدًا تركمانيًا سلجوقيًا، مؤسس الدولة الدانشمندية، إحدى أولى الإمارات التركمانية التي تأسست في الأناضول.
سيطرت سلالته على المناطق الشمالية الوسطى في الأناضول بعد التقدم التركي إلى الأناضول بعد معركة ملاذكرد، وعرفوا بالأمراء الدنشمنديين.
بعد أن أسس إمارة الدانشمنديين في أماسيا عام 1072، استولى دانشمند أحمد غازي على سيواس عام 1074م، ورغم تدمير أسوار مدينة سيواس خلال هذا الفتح، إلا أنه لم يتم إنشاء أي بناء دائم في سيواس في ذلك الوقت.

## وفاته
توفي دانشمند أحمد غازي سنة 498 هـ / 1105م وعُثر على مقبرة نسبت إليه في نيكسار.
يُطلق على قبر دانشمند أحمد غازي في نيكسار اسم "قبر ملك غازي".

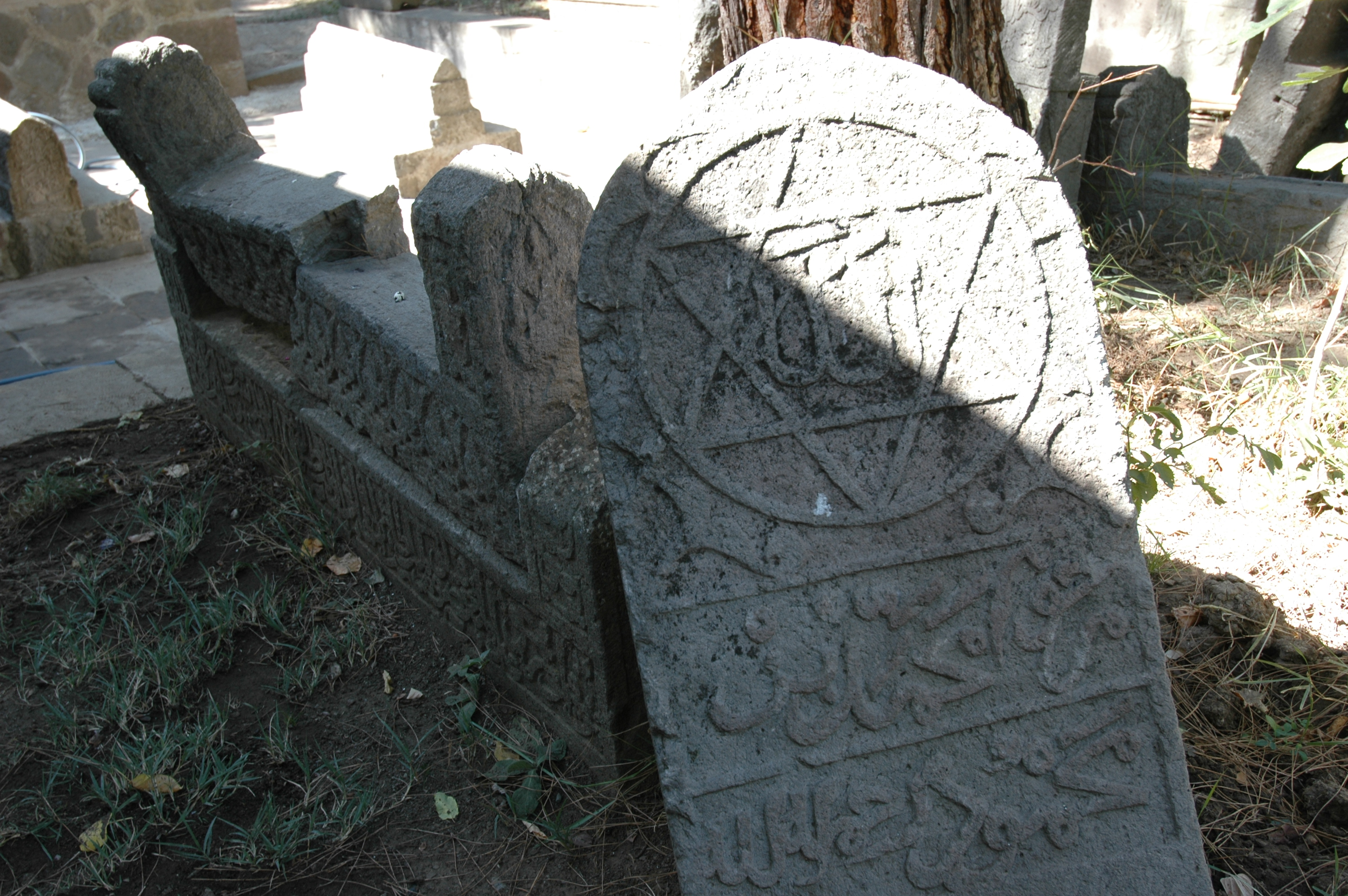
ضريح مؤسس الدولة الدانشمندية، الملك دانشمند غوموش تكين أحمد غازي (توفي سنة 498 هـ / 1105 م)، وقد بُني في منتصف القرن الثاني عشر على يد حفيده نظام الدين ياغي باسان (1143م-1164م). تعرَّض الضريح لأضرار في الفترات اللاحقة، ثم أُعيد بناؤه بشكله الحالي في منتصف القرن الخامس عشر خلال العهد العثماني. تعرض لأضرار جسيمة جراء زلزال عام 1942م، وتم ترميمه في تسعينيات القرن العشرين. تحيط به شواهد قبور ونقوش جُلبت من مناطق مختلفة من نكسار.